# Schön bis in den Tod
Schön bis in den Tod, auch bekannt unter dem Titel Sorority Row, ist ein US-amerikanischer Horrorfilm aus dem Jahr 2009 mit Briana Evigan in der Hauptrolle. Regie führte Stewart Hendler. Das Drehbuch verfassten Josh Stolberg und Pete Goldfinger, von denen auch das Drehbuch zu Alexandre Ajas Piranha 3D (2010) stammt.

## Handlung
Die Freundinnen Jessi, Cassidy, Ellie, Claire, Chugs und Megan sind Mitglieder der Sorority (dt. Studentinnenverbindung) „Theta Pi“. Als Megan von ihrem Freund Garett betrogen wird, sinnen die Frauen auf Rache. Während einer Party in ihrem Verbindungshaus geben sie Garett Pillen, die er ihr verabreichen soll, um sie gefügig zu machen. Was er nicht ahnt: Die Pillen sind völlig wirkungslos und Teil des Pranks. Als er mit Megan im Bett liegt und sie sich näherkommen, beginnt sie plötzlich zu zucken und ihr läuft weißer Schaum aus dem Mund. Der völlig verängstigte Garett sucht Hilfe bei ihren Freundinnen, diese haben das ganze per Webcam verfolgt. Zusammen mit Garett transportieren sie die vermeintliche Leiche auf ein altes Minengelände. Sie gaukeln ihm vor, sie müssten nun die Leiche zerteilen, doch plötzlich holt der völlig verstörte Garett ein Radkreuz heraus und bohrt es Megan durch die Brust. Jetzt geraten auch die Freundinnen in Panik; Megan stirbt, und die passiven Mittäter sind machtlos. Die Anwesenden schwören, niemandem etwas über diese Nacht zu verraten, und werfen Megans Leiche in einen alten Brunnenschacht.
Acht Monate später machen die Mädchen ihren Collegeabschluss; alle bis auf Cassidy haben das grauenvolle Ereignis inzwischen verdrängt. Doch ein kostümierter Killer ist den Mädchen auf der Spur. Bei einer Besprechung in der Küche des Vereinshauses bekommen die Theta-Pi-Schwestern eine MMS, in der eine Hand mit Radkreuz zu sehen ist.
Chugs muss zu ihrem Arzt, um ihre Pillen abzuholen. Dr. Rosenberg drängt sie, mit ihm zu schlafen, womit sie widerwillig einverstanden ist. Chugs geht ins Bad um sich frisch zu machen. Rosenberg hört Geräusche aus dem Flur. Der Doktor will nachsehen und plötzlich bohrt sich ein Radkreuz durch seinen Kopf. Bei ihrer Rückkehr ins Schlafzimmer findet Chugs Dr. Rosenberg nicht mehr vor. Sie legt sich auf ein Sofa und trinkt einen Schluck aus einer Sektflasche; in diesem Moment schlägt der Killer auf den Flaschenboden, und Chugs erstickt.
Nachdem die übrigen Mädchen weitere makabre Handynachrichten erhalten haben, kommen sie zu dem Schluss, dass nur der verstörte Garett oder eine wiederauferstandene Megan der Absender sein kann. Um Megan auszuschließen, fahren sie zum Schrottplatz. Dort finden sie stattdessen Garett mit aufgeschnittenen Pulsadern vor. Cassidy lässt sich in den ausgetrockneten Brunnen abseilen. Es liegt keine Leiche auf dem Grund, aber jemand hat „Theta-Pi must die“ an die Wand geschrieben.
Zurück im Haus der Studentenverbindung beginnt für die Mädchen eine Auseinandersetzung auf Leben und Tod. Jessi, Claire und einige Unbeteiligte werden ermordet und das Haus gerät in Brand. Als Cassidy dem Mörder schließlich gegenübersteht, entpuppt sich der Unbekannte als ihr Freund Andy. Dieser begründet sein Vorgehen damit, dass er mit ihr ein normales Leben führen wolle und daher alle anderen, die an der Sache damals beteiligt waren, sowie etwaige Mitwisser habe töten wollen, da sie die Tat doch verraten könnten. Er will mit ihr fliehen, aber vorher noch Ellie und Megans Schwester Maggie töten. Doch den Mädchen gelingt es, ihn zu überwältigen, und Andy stürzt am Ende durch den mittlerweile durchgebrannten Boden in den Keller. Die Feuerwehr rückt an und löscht den Brand.
Fünfzehn Monate später wird das Haus von „Theta Pi“ wiedereröffnet. Die Schwestern feiern dies und Maggie ist nun auch Mitglied. In der letzten Szene sieht man die Hand einer Gestalt, die eine Gartenkelle hält. Am Handgelenk ist eine Narbe zu erkennen, die darauf schließen lässt, dass es sich um Megans Freund Garett handelt.

## Kritik
Das Lexikon des internationalen Films findet, die Produktion sei ein „konventionell-drastisches Slasher-Film-Remake“, denn sie enthalte „klischeehafte Figuren und abgenutzte Spannungsszenen“.

## Produktionsnotizen
- Der Film ist ein Remake des Horrorfilms The House on Sorority Row von 1983.[3]
- Gedreht wurde im US-Bundesstaat Pennsylvania, unter anderem im Militärmuseum von Pittsburgh.[4]
- Der Film sollte laut Regisseur Stewart Hendler eigentlich eine Teenager-Komödie werden.
- Die Einnahmen beliefen sich auf 11 Mio. US-Dollar.[5]

## Soundtrack
| 1. Tear Me Up – Stefy Ray 2. Get U Home (Paul Oakenfold Remix) – Shwayze 3. Ghosts – Ladytron 4. I Get Around – Dragonette 5. 42 West Avenue – Cashier No 9 6. Get Up – A.D. 7. Alcoholic – Cash Crop 8. Break It Down – Alana D 9. I Like Dem Girls – Sizzle C 10. This Night – Ron Underwood 11. Say What You Want – The DeeKompressors 12. Tears For Affairs – Camera Obscura 13. Doin’ My Thing – King Juju 14. I’m Good, I’m Gone (Black Kids Remix) – Lykke Li 15. Emergency – Aimee Allen | Weitere verwendete Musiktitel: - I like dem Girls – Chris Classic - Petite Promenade - Goodbye Summer – The Daylights - Petit Pays – Cesária Évora - Afternoons with You – Jeff Babko - Jealous of My Boogie – RuPaul - No You Girls – Franz Ferdinand - I Want Your Love – Chromatics |